# سیارک ۲۱۷۷۵
سیارک ۲۱۷۷۵ (به انگلیسی: 21775 Tsiganis، نامگذاری:1999RC221) بیست و یک هزار و هفتصد و هفتاد و پنجمین سیارک کشف شده‌است که در ۵ سپتامبر ۱۹۹۹ کشف شد.
قدر مطلق سیارک برابر ۱۱.۲ است.